# Tammara Thibeault
Tammara „Tamm“ Amanda Thibeault (* 27. Dezember 1996 in Saint-Georges, Québec) ist eine kanadische Boxerin im Mittelgewicht.

## Karriere
Thibeault begann im zehnten Lebensjahr mit dem Boxsport. Sie wurde 2016 und 2017 Kanadische Meisterin und gewann die Goldmedaille bei der Panamerikameisterschaft 2017 in Tegucigalpa, wobei sei Atheyna Bylon und Oshae Jones bezwingen konnte.
2018 schied sie im Halbfinale der Commonwealth Games in Gold Coast gegen Lauren Price mit einer Bronzemedaille aus und startete bei der Weltmeisterschaft in Neu-Delhi; nach Siegen gegen Maria Borutsa und Che Kenneally, unterlag sie im Viertelfinale beim Kampf um einen Medaillenplatz gegen Nouchka Fontijn.
2019 nahm sie nach dem Gewinn des Qualifikations-Turnieres in Managua an den Panamerikanischen Spielen in Lima teil, wo sie im Halbfinale mit 2:3 gegen die spätere Goldmedaillengewinnerin Jessica Caicedo ausschied und Bronze gewann. Da Caicedo jedoch des Dopings überführt und disqualifiziert worden war, wurden Naomi Graham zur Gold- und Thibeault zur Silbermedaillengewinnerin erklärt. Im Oktober desselben Jahres nahm sie dann noch an der Weltmeisterschaft in Ulan-Ude teil und konnte dort Sarah Scheurich und Naomi Graham besiegen, ehe sie im Halbfinale mit einer Bronzemedaille gegen Nouchka Fontijn ausschied.
Aufgrund ihrer Ranglistenplatzierung erhielt sie von der IOC Task Force einen Startplatz bei den 2021 in Tokio ausgetragenen Olympischen Sommerspielen 2020. Dort erreichte sie mit einem Sieg gegen Nadeschda Ryabets das Viertelfinale, wo sie erneut gegen Nouchka Fontijn unterlag.
2022 konnte sie sich bei der Panamerikameisterschaft in Guayaquil gegen Naomi Graham, Kimberly Gittens sowie Atheyna Bylon durchsetzen und die Goldmedaille gewinnen. Ihren bis dahin größten Erfolg erzielte sie dann bei der Weltmeisterschaft desselben Jahres in Istanbul, nachdem sie durch Siege gegen Naomi Graham, Caitlin Parker und Rady Gramane in das Finale eingezogen war und dort beim Kampf um die Goldmedaille Atheyna Bylon besiegte. Darüber hinaus gewann sie im selben Jahr auch die Commonwealth Games in Birmingham. Sie besiegte dabei unter anderem erneut Caitlin Parker und Rady Gramane.
Auch bei der Panamerikameisterschaft 2023 in Cali gewann sie Gold. Bei den Olympischen Spielen 2024 in Paris verlor sie in der Vorrunde knapp mit 2:3 gegen Cindy Ngamba.